# Strzelcy konni
Strzelcy konni – typ kawalerii, której podstawowe uzbrojenie stanowiła ręczna broń miotająca: palna (np. arkebuzy, karabinki) lub neurobalistyczna (np. łuki, kusze).